# Западный Сосык
Западный Сосык — хутор в Староминском районе на севере Краснодарского края.
Входит в состав Куйбышевского сельского поселения.
Постоянное население хутора — 318 человек (2010).

## Экономика
Хутор не газифицирован. В 2011 году планировалось оформить проектно-сметную документацию на его газификацию в 2012—2013 годах.

## Население
| 2002 | 2010 |
| ---- | ---- |
| 340  | ↘318 |